# Нестурх Федір Павлович
Фе́дір Па́влович Не́стурх (Нештурха) (* 22 червня 1857, Одеса — † 1 травня 1936, Одеса) — український архітектор та педагог, професор Одеського художнього інституту.
Народився в сім'ї друкаря, нащадка козаків Нештурхів. Навчався в народній школі та повітовому училищі, в 1874—1877 роках працював у креслярні Л. Ц. Оттона.

## Творчий шлях
Протягом 1878—1881 років здобував малярську освіту в Петербурзькій академії мистецтв.
1887 року за проєкт театрального училища отримав звання класного художника 1-го ступеня.
В 1888—1900 роках працював у Пскові головним міським архітектором, нагороджений орденом святого Станіслава 3-го ступеня.
З 1900 року працює інженером-контролером, з 1902 по 1920 рік — міським архітектором Одеси.
1901 рік — в складі Ради Товариства красних мистецтв.
1903 року розробляє обов'язкові постанови з будівництва для Одеси.
Займався професійним удосконаленням: 1903 року ознайомлювався за кордоном з досвідом бібліотечного будівництва, 1907 — в Німеччині з лікарняного будівництва, 1914 року — зі спорудження боєнь, ринків та холодильників.
У 1903—1921 роках очолював архітектурний відділ Одеського відділення Російського технічного товариства.
1911 року реорганізував нагляд за міським будівництвом.
В 1914—1921 роках був головою Одеського товариства архітекторів-художників.
У своїх роботах використовував архітектурні форми модернізованих історичних стилів, необароко та неоренесансу.

## Місця жительства
Адреси помешкання відомі лише за певні роки. На початку 1904 року Нестурх мешкає на вул. Пастера, 38. Вже у 1907 році і далі, принаймні також у 1910х роках, він мешкає у будинку Гарбузова на Князівській, 18 

## Доробок
Проєктовані ним споруди:
- 1901 — дача Аршинцевої на 6-й станції Великого Фонтану,
- 1903 — торгова школа біля вокзалу,
- 1903—1905 — одноповерховий корпус (лівоворотня будівля) Станції швидкої допомоги[3],
- 1904—1907 — міської публічної бібліотеки (Одеська національна наукова бібліотека[4]),
- 1907 — за межами Одеси — проєкт лікарні в Дальнику,
- 1910 — особняк на вулиці Чорноморській 12,
- 1910—1914 — Корпус для Нервовохворих Нової одеської Лкарні Слобідці[5] (з боку вул. Сергія Ядоа),
- 1911 — двоповерхові будинки на вулицях Чорноморській та Морській,
- 1911—1914 — побудова газового заводу та освітлювальної станції,
- 1912 — проєктував концертну залу для О. Р. Вассала у дворі на вулиці Гаванній. Проект не реалізований у зв'язку зі смертю замовника і його заповітом [6],
- 1913 — 3-поверхова споруда Євангельської лікарні на вулиці Леонтовича,
- 1913 — на Великому Фонтані морські ванни та купальні, міські купальні в Отраді,
- 1914—1916 — Фруктовий пасаж,
- 1915 — на Куяльнику — 2-поверховий міський готель для хворих та поранених, на Хаджибейському лимані — міська грязелікарня,
- 1916 — 4-поверховий будинок на Олександрівському проспекті, на вулиці Торговій — корпус Вищих жіночих курсів, добудовував споруду О. Бернадацці — прибутковий будинок Гарбузова,
- культові споруди, училища та школи в Харківській губернії.

В 1928—1933 роках — професор Одеського художнього інституту.
Звільнений з роботи як «соціально чужий робочим та селянам Одеси елемент».
Помер 1 травня 1936 року і був похований на Другому християнському кладовищі.